# إدارة الطرق السريعة الفيدرالية
الإدارة الفيدرالية للطرق السريعة (FHWA) هي قسم تابع لوزارة النقل الأمريكية متخصص في النقل على الطرق السريعة. يتم تجميع الأنشطة الرئيسية للوكالة في برنامجين ، برنامج الطرق السريعة الفيدرالية وبرنامج الطرق السريعة للأراضي الفيدرالية. وقد تم تنفيذ دورها سابقًا من قبل مكتب التحقيق على الطرق ، ومكتب الطرق العامة ، والمكتب الحكومي للطرق العامة.

## وصلات خارجية
- موقع إدارة الطرق السريعة الفيدرالية